# Mitreola petiolata
Mitreola petiolata är en tvåhjärtbladig växtart som först beskrevs av Johann Friedrich Gmelin, och fick sitt nu gällande namn av John Torrey och A. Gray. Mitreola petiolata ingår i släktet Mitreola och familjen Loganiaceae. Inga underarter finns listade i Catalogue of Life.